# 리베카 워커
레베카 워커(Rebecca Walker, 1969년 11월 17일 ~ )은 미국의 작가이다. 1994년 《타임》는 그녀를 미국의 미래 리더 50인(the 50 future leaders of America)으로 선정하였다.

## 생애 초기
리베카 워커의 본명은 레베카 레벤탈로 미시시피주 잭슨에서 《더 컬러 퍼플》(The Color Purple)의 저자인 아프리카계 미국인 작가 앨리스 워커와 유태계 미국인 멜 레벤탈 사이에서 태어났다. 부모가 이혼한 후, 그녀는 2년씩 번갈아가며 양쪽 부모의 집에서 지냈다. 그녀의 아버지는 뉴욕 브롱크스 리버데일(Riverdale)의 유태계 밀집 지역에 거처를 두었으며, 어머니는 샌프란시스코의 아프리카계 미국인 밀집 지역에 거주하였다. 리베카 워커는 어머니와 지내며 어번 스쿨 오브 샌프란시스코(Urban School of San Francisco)를 다녔으며 15세가 되었을 때 어머니의 성을 따라 '워커'로 개명하였다. 그녀는 그녀 스스로 흑인이자 백인인 유태인으로 규정하였으며 이는 2001년에 출판된 그녀의 회고록 제목이다.

## 학력과 경력
1992년에 예일대학교를 우등(cum laude)로 졸업한 후, 젊은 여성의 행동주의적 참여와 리더십을 장려하기 위해 비영리단체 서드 웨이브 파운데이션(Third Wave Foundation)을 설립하였다. 설립 첫해에는 캠페인을 통해 2만명의 새로운 투표자가 등록하였다. 현재 이 단체는 지원금과 프로젝트 형식으로 젊은 여성을 지원하고 있다.
리베카 워커는 수년동안 《미즈》(Ms.) 잡지의 에디터로 활동했다. 이 외에도 《하퍼스》(Harper's), 《에센스》(Essence), 《글래머》(Glamour), 《인터뷰》(Interview),  《붓다다르마》(Buddhadharma), 《바이브》(Vibe), 《차일드》(Child), 《마드무아젤》(Mademoiselle)  등의 잡지에서도 기고 활동을 하였다. CNN과 MTV 채널 방송에 출연했으며, 《뉴욕 타임스》(The New York TImes), 《시카고 타임스》(Chicago Times), 《에스콰이어》(Esquire), 《샴발라 선》(Shambhala Sun)에서도 활동하였다. 영화 《프라이머리 컬러스》(Primary Colors) 출연경력이 있다.
리베카 워커는 미국대학여성협회(American Association of University Women)에서 특별한 여성상(Women of Distinction Award), 여성주의자재단(Fund for the Feminist Majority)가 뽑는 올해의 여성주의자(Feminist of the Year), 뱅가드공공재단(Vanguard Public Foundation)의 평화와 정의상(Paz y Justicia award), 전국여성조직(National Organization for Women)의 용감한 여성상(Intrepid Award), 캘리포니아 낙태권리행동리그(California Abortion Rights Action League)가 선정한 챔피언(Champion of Choice), 여성 투표인 리그(League of Women Voters)에서 선정한 대통령감으로 적합한 여성상(Women Who Could Be President Award)을 받았다. 워커는 전세계 대학과 콘퍼런스를 돌며 본인의 다문화 정체성, 계몽된 남성성, 간세대적인 제3세대 여성주의에 대하여 강연하였다. 그녀는 워크숍에서 작문을 지도하고 비소설분야의 원고에 대해 자문하였다.

## 같이 보기
- 앨리스 워커
- 흑인 여성주의
- 여성주의
- 상호교차성
- 제3세대 여성주의